# Jogos Paralímpicos de Inverno
Os Jogos Paralímpicos de Inverno ou Jogos Paraolímpicos de Inverno são um evento multiesportivo internacional onde atletas com deficiência física competem. Isso inclui atletas com deficiência de mobilidade, amputações, cegueira e paralisia cerebral. Os Jogos Paralímpicos de Inverno são realizadas a cada quatro anos, logo após os Jogos Olímpicos de Inverno. Os Jogos Paralímpicos de Inverno também são hospedados pela cidade que sediou os Jogos Olímpicos de Inverno. O Comitê Paraolímpico Internacional (IPC) é responsável por supervisionar a competição. Medalhas são atribuídas em cada evento: medalhas de ouro para o primeiro lugar, prata para o segundo e bronze para o terceiro, seguindo a tradição começada nos Jogos Olímpicos de Verão de 1904.
As Paraolimpíadas de Inverno começaram em 1976 em Örnsköldsvik, na Suécia. Esses jogos foram os primeiros Jogos Paraolímpicos (de Verão ou Inverno) que contou com outros atletas fora cadeirantes. Os Jogos têm se expandido e crescido e são (juntamente com os Jogos de Verão) parte do maior evento esportivo internacional depois dos Jogos Olímpicos. Dada a sua expansão a necessidade de um sistema de classificação muito específica foi criada. Este sistema também deu origem a controvérsias e abriu a porta para trapaças. Atletas paraolímpicos de inverno também foram condenados por uso de esteroides e outras formas de trapaça única para atletas paraolímpicos, que mancharam a integridade dos Jogos.

## Primórdios
As origens dos Jogos Paralímpicos de Inverno são semelhantes aos Paralímpicos de Verão. Soldados feridos que retornaram da Segunda Guerra Mundial procuraram o esporte como um caminho para a reabilitação. Organizado pelo doutor Ludwig Guttmann, competições esportivas entre os hospitais de convalescença britânicos começaram em 1948 e continuaram até 1960, quando uma Olimpíada paralela foi realizada em Roma após os Jogos Olímpicos de Verão daquele ano. Mais de 400 atletas em cadeira de rodas competiram nos Jogos Paralímpicos de Verão de 1960, que ficou conhecido como a primeira Paralimpíada.
O esquiador austríaco Sepp Zwicknagl, que não tinha as duas pernas, é considerado o pioneiro do paraesqui, isto porque praticou a modalidade usando próteses. Seu trabalho ajudou avanços tecnológicos pioneiros para pessoas com deficiência que desejavam participar em esportes de inverno. Os avanços foram lentos, até que a primeira competição oficial de esqui mundial para atletas com deficiência física foi realizada em 1974, sendo disputadas as modalidades descida livre e esqui cross-country. Os primeiros Jogos Paralímpicos de Inverno realizaram-se em 1976 em Örnsköldsvik, Suécia, entre 21 e 28 de fevereiro. Esqui alpino e nórdico para amputados e atletas com deficiência visual foram os principais eventos, que contou ainda com a corrida em trenós como um evento de demonstração. Havia 198 atletas participantes de 16 países, sendo esta a primeira vez na qual atletas com outras deficiências (que não fossem cadeirantes) puderam competir no evento.
Como consequência do sucesso dos primeiros Jogos Paralímpicos de Inverno, uma segunda edição teve que ser realizada, o resort de Geilo, na Noruega, foi escolhido para sediar a segunda edição dos Jogos, em que houve um aumento de 40% no número de participantes. Todas as classes de atletas com deficiência física estavam aptos para participar do evento. Em relação ao programa da edição anterior, um novo esporte foi adicionado: a corrida de trenó foi introduzida, colocando três esportes no programa em Geilo. As mulheres competiram em distâncias de 100m, 500m e 800m, enquanto os homens competiam em distâncias de 100m, 500m e 1500m. Além disso, um evento de esqui alpino para cadeirantes foi realizado.

## Histórico

### Innsbruck 1984 e 1988
Os Jogos Paralímpicos de Inverno de 1984 foram realizados em Innsbruck, na Áustria. Estes foram os primeiros Jogos de Inverno organizados pelo Comitê Internacional de Coordenação (ICC), que foi formado em 15 de março de 1982 (em Leysin, na Suíça). Um novo grupo de deficientes foi incluído, o dos paralisados cerebrais, e ao mesmo tempo uma aproximação entre o ICC e o Comitê Olímpico Internacional começava. Pela primeira vez, um evento de demonstração foi realizado nos Jogos Olímpicos de Inverno de 1984 em Sarajevo, na então Iugoslávia, no qual 30 esquiadores amputados participaram do slalom gigante.
Quatro anos mais tarde, não foi possível realizar os Jogos Paralímpicos de Inverno no mesmo local que os Jogos Olímpicos de Inverno daquele ano, devido aos problemas financeiros e de gestão com o Comitê Organizador dos Jogos Olímpicos de Inverno de 1988, na cidade de Calgary, no Canadá. Assim, os Jogos Paralímpicos de Inverno de 1988 foram novamente realizados em Innsbruck, contando com 397 atletas de 22 países. A União Soviética competiu pela primeira vez em um evento paralímpico. O esqui sentado foi apresentado como evento no esqui alpino e do esqui nórdico. O biatlo passou a fazer parte do programa dos Jogos.

### Tignes-Albertville 1992
Em novembro de 1985, André Auberger, presidente da Federação Francesa de Esportes para Pessoas com Deficiência, escreveu a Michel Barnier, presidente do Comitê Olímpico da França, pedindo-lhes que caso as candidaturas de Albertville e Paris aos Jogos Olímpicos de Inverno e de Verão de 1992 fossem bem sucedidas, e fossem consideradas as possibilidades de sediarem também os Jogos Paralímpicos. A única candidatura bem sucedida foi a dos Jogos de Inverno que foram para a pequena cidade da Savoia, enquanto Paris acabou perdendo para Barcelona. Os Jogos Olímpicos de Inverno foram concedidos a Albertville em outubro de 1986 e no mês seguinte Barnier confirmou seu apoio. Em 31 de janeiro de 1987, o Comitê Internacional de Coordenação (ICC) entregou o direito de organizar os Jogos Paralímpicos de Inverno de 1992 à França, com a assinatura do contrato em 22 de abril de 1989. O período prévio aos Jogos foi cercado por uma grande polêmica, pois, o Comitê Organizador das Paralimpíadas de Inverno em Tignes (COPTA) não gostou do período estipulado para os Jogos, porque haviam encontrado alguns problemas com as datas e acabaram pedindo a antecipação dos Jogos do começo de março para janeiro. Existia uma relutância do COPTA em aceitar este período (março), entretanto, os atletas paralímpicos demonstraram descontentamento pois eles entenderam que janeiro não seria um bom período para competir. A questão foi resolvida com a intervenção do Comitê Olímpico Internacional, que forçou a transferência dos jogos para o final de março.(25 de março a 1 de abril).
Esportivamente, esta edição é marcada por diversas por fa(c)tos inéditos como a primeira edição dos Jogos Paralímpicos de Inverno realizados nos mesmos locais que sediaram os Jogos Olímpicos de Inverno do mesmo ano, sendo o primeiro evento paralímpico oficial realizado na França.Ao contrário do que houve nas quatro edições anteriores,houve uma Vila Paralímpica, ao invés de hospedagem em hotéis. O aumento do profissionalismo nos jogos também foi percebido, com a implantação de controle antidopagem controlado pelo Ministério da Juventude e Esportes da França.Foram realizados 36 testes que foram analisados no único laboratório credenciado pelo COI na França, o Laboratório Nacional de Detecção de Doping (LAFARGE).Apesar de serem chamados de Jogos Paralímpicos de Inverno tignes-Albertville 1992 em todo o material publicitário, todos os eventos ocorreram em Tignes, e como o pequeno resort não tinha locais para a disputa dos eventos de gelo, eles foram cancelados, sob a alegação de que o número de atletas era insuficiente.
Pela primeira vez, houve eventos de demonstração para atletas com deficiência intelectual no esqui alpino e no esqui cross-country e o número de provas do biatlo foi expandido com a participação de atletas cegos.
Em uma edição esvaziada, os Estados Unidos terminaram na liderança do quadro de medalhas pela primeira vez nos Jogos Paralímpicos de Inverno, somando 21 medalhas de ouro (sendo 18 destas no esqui alpino). A Alemanha, competindo pela primeira vez como nação unificada, terminou em segundo. O Time Unificado, representando as repúblicas da antiga União Soviética (dissolvida no final de 1991) ficou em terceiro. As delegações de Áustria e Finlândia completaram o grupo dos cinco principais medalhistas destes Jogos.

### Lillehammer 1994
Em 1986, o Comitê Olímpico Internacional (COI) decidiu por meio de uma votação separar a realização dos Jogos Olímpicos de Inverno do ano dos Jogos Olímpicos de Verão. e assim o ICC decidiu acompanhar estas mudanças e anunciou a realização de uma "edição extra" dos Jogos Paralímpicos de Inverno para começar a mudança do ciclo.Dois anos mais tarde, a cidade norueguesa de Lillehammer foi escolhida como sede dos Jogos Olímpicos de Inverno de 1994 e aproveitando esta situação,a Federação Norueguesa de Esportes para Deficientes(NOI), entendeu em outubro de 1989 que poderia apresentar uma candidatura para a realização dos Jogos Paralímpicos de Inverno, que seriam realizados em seguida dos Jogos Olímpicos.Em junho de 1990,aconteceu a primeira reunião do Comitê Organizador dos Jogos Paralímpicos de Inverno de Lillehammer (LPOC) e alguns dias mais tarde em 15 de julho, o ICC divulgou que aceitou a proposta norueguesa e lhe entregou a responsabilidade da organização da sexta edição dos Jogos.Em junho de 1991, o LPOC solicitou financiamento ao Parlamento norueguês e uma quantia de quase kr$ 90 milhões foi obtida. Como condição do financiamento, o LPOC teve que ser estabelecido como uma companhia limitada, da mesma forma que o Comitê Organizador Olímpico, com 51% de propriedade do governo norueguês e 49% de propriedade da NOI. A primeira reunião de seus sete membros, quatro indicados pelo Governo e três pela Federação Norueguesa de Esportes, foi realizada em 21 de agosto de 1991.Antes mesmo de sua realização, os jogos chegaram a um nível de excelência técnica nunca vista na história do movimento paralímpico, o que foi comprovado com a seguinte declaração feita Hans Lindström, então diretor-técnico do Comitê Paralímpico Internacional (IPC) após uma visita técnica: "Julgando tudo isso que eu vi aqui, espero que estes sejam os melhores Jogos Paralímpicos de Inverno da história". Foram os primeiros Jogos Paralímpicos completamente organizados sob o IPC e os primeiros Jogos Paralímpicos de Inverno a usar exatamente as mesmas instalações dos Jogos Olímpicos de Inverno.
Cerca de mil participantes foram alojados na mesma Vila Olímpica (pela primeira vez a mesma dos Jogos Olímpicos de Inverno), que foi totalmente adaptada para o evento. Refletindo o que aconteceu durante os Jogos Olímpicos, a vida social dos atletas foi descrita como excepcional, com sessões de cinema na vila sempre lotadas e uma discoteca sempre lotada,independentemente dos esportes que aconteceriam no dia seguinte.
Esta edição dos Jogos marcou a estréia do para-hóquei no gelo. A entrada deste esporte foi crucial para a popularização dos Jogos de Inverno, pois rapidamente se tornaria um dos eventos mais populares dos Jogos.Ao passar dos Jogos,a demanda por ingressos foi aumentando progressivamente, chegando ao ponto da venda deles pelo mercado negro. A decepção por parte dos noruegueses ainda foi maior, com a sua seleção perdendo a grande final para os suecos com um gol feito na prorrogação.
A montanha Hafjell, que é considerado um dos cursos mais difíceis da história tanto para atletas paralímpicos e olímpicos, foi o cenário dos eventos do esqui alpino. O norueguês Cato Zahl Pedersen, que já havia acendido a pira paralímpica durante a cerimônia de abertura, ganhou a medalha de ouro no super G, superando o rival Gerd Schonfelder da Alemanha por apenas 0,76 segundos. Pedersen ganharia mais uma medalha de ouro e uma prata em outros eventos alpinos.
Os eventos nórdicos se realizaram no estádio de esqui Birkebeineren, sendo estes dominados pelos noruegueses, que ganharam 17 das 48 provas disputadas. Ainda neste esporte, os Países Baixos e a Dinamarca conquistaram as suas primeiras medalhas na história do evento, junto de Cazaquistão, Eslováquia e Rússia que estavam competindo pela primeira vez como nações independentes. Estes Jogos também marcaram a primeira participação das mulheres no biatlo, no qual a holandesa Majorie van de Bunt e a dinamarquesa Anne-Mette Bredahl-Christensen foram as primeiras campeãs paralímpicas. O país anfitrião dominou a corrida de trenó, versão paralímpica da patinação de velocidade. Brit Mjaasund Oyen ganhou o 100m e 500m das mulheres, enquanto Lars Andresen pegou o ouro nos 100m e 500m dos homens.
Noruega e Alemanha terminaram estes Jogos com o mesmo número de medalhas, no qual os noruegueses foram os honrosos campeões graças ao total de ouros conquistados (25 contra 21 dos alemães). Os Estados Unidos terminaram em terceiro lugar. A França melhorou a sua performance em relação a dois anos antes, ficando com a quarta colocação. Em sua primeira participação nas Paralimpíadas de Inverno, a Rússia ficou com o expressivo quinto lugar.

### Nagano 1998
A sétima edição dos Jogos Paralímpicos de Inverno foi realizada de 5 a 14 de março na cidade japonesa de Nagano e foram marcados desde o início por um fator inédito, já que pela primeira na história dos Jogos Paralímpicos, uma edição de inverno estava sendo realizada fora da Europa. Nagano também foi a última edição dos Jogos Paralímpicos a ser realizada no século XX. O processo de ratificação da cidade como sede paralímpica,durou quase 2 anos e meio.Aproveitando o fato de que a cidade foi escolhida como a sede dos Jogos Olímpicos de Inverno de 1998 em 1991, uma comissão de moradores e interessou pelos Jogos Paralímpicos em meados de 1992.Esta comissão elaborou uma bem-sucedida apresentação feita à Assembléia Geral do IPC que foi realizada em setembro de 1993, com o contrato entre as partes sendo assinado em 7 de março de 1994.
No começo da preparação dos Jogos,as autoridades locais admitiram diversas dificuldades, pois existia algum tipo de má vontade por parte das autoridades superiores, somadas ao descredito da população. O que foi resumido nas palavras de Fumio Miyake, secretário-geral adjunto do Comitê Organizador Paralímpico de Nagano (NAPOC).
"Quando começamos nossos preparativos, o interesse público tanto nas pessoas com deficiência quanto nas instalações sem barreiras era baixo. Tivemos grandes dificuldades em adquirir veículos de transporte e obter cooperação de várias instalações. Não havia ônibus suficientes disponíveis, por exemplo."
Porém, os locais de competição que foram construídos para os Jogos Olímpicos foram desenvolvidos com os máximos critérios de acessibilidade, fator que auxiliaria tanto os atletas com deficiência quanto a crescente população idosa do país. Outro fator que ajudou também o sucesso dos Jogos foram os 3200 voluntários que se doaram de forma ímpar ao evento..Ao mesmo tempo que os Jogos Olímpicos se aproximavam, o interesse do público começou a crescer também, tal como havia acontecido 34 anos antes, quando a capital Tóquio sediou pela primeira vez os Jogos Paralímpicos de Verão.Aproveitando isso, os principais canais de televisão do Japão começaram a cobrir e a informar sobre o que iria acontecer no evento. O resultado desta abordagem positiva da mídia deu certo e a demanda pública por ingressos foi tão grande que os mesmos tiveram o inicio de sua venda antecipada,.Ao todo, 151.376 ingressos foram vendidos durante a sua realização, incluindo mais de 30 mil para as cerimônias de abertura e encerramento. Um total de 1468 representantes dos meios de comunicação (imprensa e organismos de radiodifusão do mundo inteiro) cobriram os Jogos. O site oficial do evento registrou 7700000 acessos durante o seu decorrer dos Jogos, sendo 1 milhão destes acessos nos dois primeiros dias. A Internet também assumiu o papel de protagonista da cerimônia de encerramento. Os produtores da cerimônia idealizaram a ideia de que a decoração do rinque de patinação M-Wave seria feita com mais de 1 milhão de tsurus de origami. A ideia foi tão bem recebida pela população japonesa que em pouco tempo a meta foi alcançada, o que eles não esperavam eram que a quantidade total fosse de 7,5 milhões.Para retribuir o empenho do público, todos os tsurus recebidos foram usados.
Do ponto de vista desportivo,a cidade recebeu 571 atletas e 575 delegados de 32 Comitês Paralímpicos Nacionais.Estes Jogos foram destacados pelo foco na integração dos para-atletas na sociedade, além da consolidação deste evento no calendário internacional.Durante os dez dias de competição, foram realizados 122 eventos em 5 esportes:esqui-alpino, esqui cross-country, para hóquei no gelo,biatlo e última participação da corrida de trenó nos Jogos Paralímpicos de Inverno.Este evento envolvia um trenó especialmente equipado,no qual os atletas se sentavam em um trenó e usavam suportes para se movimentar.Motivado por diversas reclamações de futuras sedes e de sedes anteriores relacionadas aos custos do esporte,a dificuldade de se achar locais de competição e também pelo baixo número de atletas inscritos nas provas, o IPC decidiu remover o esporte do programa em 1999,deixando o programa da próxima edição com apenas 4 esportes. Até os Pequim 2022 está será a única vez na história em que deficientes intelectuais competiram em jogos de inverno.
A Noruega terminou os Jogos em primeiro lugar, com a marca de 18 medalhas de ouro (no cômputo geral o país ficou em terceiro, com 40 pódios). A Alemanha ficou em segundo lugar com 14 medalhas de ouro (44 no total). Na sequência apareceram os Estados Unidos, com 13 de ouro. O Japão, que até então não havia conquistado nenhuma medalha de ouro na história destes Jogos, terminaram na quarta colocação com doze destas conquistas (sendo 41 medalhas no total, na soma com as 16 pratas e 13 bronzes). A delegação da Rússia completou o top 5 também com 12 ouros, mas 10 pratas e 9 bronzes. A campanha da Espanha merece destaque, após ter finalizado estes Jogos de Nagano em sétimo com oito medalhas, todas elas de ouro.

### Salt Lake City 2002
Os Jogos Paralímpicos de Inverno de 2002 foram os primeiros da história a serem disputados na América do Norte. Devido às altas demandas de ingressos para determinados eventos, o número total de ingressos disponíveis aumentou de 225 mil para 248 mil, o que forçou a mudança de diversos locais de competição. Quase 222 mil ingressos (85%) foram vendidos. O evento teve a cobertura de 836 jornalistas credenciados de 30 países. Pela primeira vez, a Paralimpíada de Inverno foi transmitida por televisão para fora do país organizador. A grande novidade esteve com a primeira participação de cinco Comitês Paralímpicos Nacionais, sendo eles de Andorra, Chile, Croácia, Grécia e da República Popular da China.
Esportivamente, esta edição foi ofuscada pelo primeiro caso de doping na história dos Jogos Paralímpicos de Inverno. O esquiador alemão Thomas Oelsner teve que devolver suas duas medalhas de ouro (uma do biatlo e outra do esqui cross-country). Como consequência da controversa participação do time espanhol que perdeu a sua medalha de ouro, após o caso de trapaça durante os Jogos Paralímpicos de Verão de 2000, as provas de esqui para deficientes intelectuais foram removidas do programa. Nesta edição, a reforma do programa paralímpico foi iniciada, na qual a corrida de trenó acabou também removida do programa. Ao todo, foram disputados 92 eventos em 4 esportes.
Em relação à edição anterior de 1998, poucas foram as mudanças registradas nos cinco primeiros colocados no quadro de medalhas em 2002. A Alemanha terminou na primeira colocação com 17 ouros (sendo 33 medalhas no total). Os norte-americanos terminaram em segundo lugar com 10 ouros (mas foram os líderes na somatória total, com 43). A Noruega obteve também 10 ouros, mas terminou no terceiro lugar (com 3 pratas e 6 bronzes). A Áustria terminou em quarto com 9 ouros (conquistando também 10 pratas e 10 bronzes), seguida pela Rússia na quinta colocação.

### Turim 2006
Em fevereiro de 2001, o Comitê Organizador dos Jogos Olímpicos de Turim 2006 (TOROC) criou o Departamento de Operações para os Jogos Paralímpicos, com o objetivo de dar uma ênfase melhor para a realização dos Jogos..Faltando cinco meses para a realização dos Jogos Olímpicos de Inverno de 2006, o TOROC anunciou que teve uma queda de mais de 95 milhões de dólares no seu orçamento (uma vez que os prejuízos aumentaram para 167 milhões líquidos ao final dos Jogos).Por muito pouco, o TOROC não declarou falência, mas para que isto não acontecesse, ele teve que estudar diversas medidas econômicas duras para garantir a sua sobrevivência,até o final dos Jogos,indo de cancelamento de eventos a redimensão de outros.Mesmo com estas medidas, o TOROC, continuou operando com prejuízo.Uma outra alternativa escolhida foi a venda das operações dos Jogos Paralímpicos por USD$ 40 milhões para uma parceria-público-privada formada por empresas locais, o Comitê Paralímpico da Itália e a Região do Piemonte.Logo após a venda destas operações em setembro de 2005,nascia o COMPARTO (Comitê Organizador Paralímpico de Turim). A entidade paralímpica somente operou as suas áreas específicas, enquanto as que estavam sob a gestão do TOROC foram absorvidas. Ainda assim, a cidade ainda estava com US$ 49 milhões em dívidas acumuladas quando os Jogos terminaram.
Dentro das mudanças iniciadas em 2000, foram disputados 58 eventos em 5 esportes (34 eventos a menos do que em 2002). Esta redução foi resultado de um sistema de fatoração, que diminuiu o número de classes em cada evento individual (cegos, em pé e sentados) dos eventos de esqui e biatlo. Ainda assim, o número de atletas inscritos subiu.
Usando o modelo implementado nos Jogos Olímpicos de Inverno daquele ano,houve uma descentralização nas sedes do evento. Os eventos de gelo (para-hóquei no gelo e curling em cadeira de rodas) e as cerimônias de abertura e encerramento foram realizados na própria cidade de Turim, enquanto que os eventos de neve foram realizados nas montanhas dos alpes, forçando a operação de duas vilas paralímpicas (a principal na cidade e a secundária em Sestriere). As delegações de México e Mongólia participaram pela primeira vez na história dos Jogos Paralímpicos de Inverno. Esta edição apresentou a primeira participação da Itália nos eventos coletivos.
Durante as duas semanas de transição entre os dois eventos,motivado pelo improvável sucesso dos Jogos Olímpicos, o interesse público na Itália cresceu de forma surpreendente . No total, 169.974 ingressos foram vendidos para os eventos destes Jogos. Os ingressos para os eventos realizados na cidade se acabaram quase que imediatamente.Um número recorde de 1037 representantes da mídia chegaram a Turim para cobrir os Jogos. A RAI no papel de emissora-anfitriã e a International Sports Broadcasting (ISB) forneceram mais de 130 horas de cobertura ao vivo. Faltando pouco tempo para a abertura, o IPC lançou o seu canal de televisão online nos Jogos (o Paralympic Sport.TV), com quase 40 mil pessoas de 105 países assistindo as transmissões pelo mesmo. A maioria dos seus telespectadores eram dos Estados Unidos, Itália, Canadá, Alemanha e Japão. Durante os 11 dias dos Jogos, o canal registrou um aumento diário de 5% de audiência.
O quadro final de medalhas apresentou uma grande mudança em relação as edições anteriores. A Rússia terminou em primeiro lugar com 13 ouros (com 33 medalhas no total). Na segunda colocação, a Alemanha com 8 ouros. A grande novidade foi a aparição da Ucrânia, que ficou em terceiro com 7 ouros (e segundo no quadro total, com 25 medalhas), os Estados Unidos terminaram na quarta colocação e a França em quinto. Também mereceram destaque as participações do Canadá (que ganhou as medalhas de ouro nos dois esportes coletivos, terminando os Jogos em sexto lugar com 5 ouros) e a Itália (que foi a nona colocada com dois ouros).

### Vancouver 2010
Os Jogos Paralímpicos retornavam ao Canadá, que já havia sediado os Jogos Paralímpicos de Verão de 1976, em Toronto. Esta foi a primeira edição de inverno em que o acordo de "uma cidade,dois eventos" prevaleceu. O Comitê Organizador desta edição cumpriu a sua promessa de tratar o evento da mesma forma que os Jogos Olímpicos, além de transformar os locais de competições em teatros para o público e aos atletas. Do ponto de vista organizacional e do interesse do público, esta edição é considerada a melhor da história. Os locais para a realização dos eventos desta edição dos Jogos se espalharam por uma área de 120 quilômetros,indo do centro de Vancouver até o resort de Whistler ao norte da cidade. Enquanto que os esportes de gelo e a Cerimônia de Abertura foram realizados em Vancouver, os eventos de neve e a Cerimônia de Encerramento foram celebrados em Whistler. Tal como ocorreu quatro anos antes em Turim, houve a operação de duas Vilas Paralímpicas e de mídia.
Um total de 506 atletas de 39 Comitês Paralímpicos Nacionais enviaram atletas. Quatro destes participaram pela primeira vez, sendo eles as delegações de Argentina, Bósnia e Herzegovina, Romênia e a Sérvia, que se fez presente pela primeira vez como uma república independente.
Acompanhando o sucesso surpreendente registrado com os ingressos nos Jogos Olímpicos de Inverno de 2010, foram vendidos mais de 230 mil ingressos para os Jogos Paralímpicos de Inverno, forçando todos os locais de competição a operarem em suas capacidades máximas. Esta marca era, até então, o recorde no total absoluto de vendas de ingressos para uma edição dos Jogos de Inverno. Cerca de 1.200 representantes de mídia cobriram estes Jogos (aumento de 12% com relação a Turim em 2006). O Japão teve o maior público acumulado (com quase 538 milhões de telespectadores), seguido pela Alemanha (que registrou quase 400 milhões de telespectadores acumulados durante os 11 dias de competição).Dentre os esportes, o esqui alpino foi o mais popular, obtendo uma audiência acumulada de quase 700 milhões de telespectadores. O canal de televisão on-line do IPC, o Paralympic Sport.TV, registrou mais de 437 mil acessos durante os Jogos.
Quanto ao programa desportivo, em Vancouver foram disputadas 64 finais em 5 esportes. As grandes novidades foram as adições das provas do super combinado (no esqui alpino) e a troca das provas de curta distância no esqui cross-country (pelas provas de sprint). Em relação às performances dos paratletas, três representantes canadenses se destacaram. Um deles foi Brian McKeever, o primeiro para-atleta a ser convocado para os times olímpico e paralímpico de seu país no mesmo (Brian foi preterido por um outro atleta que tinha um tempo melhor na prova dos 50 km e assim ele não competiu nos Jogos Olímpicos de Inverno de 2010). McKeever já tinha competido em Turim 2006 (no esqui cross-country e no biatlo).
A também canadense Viviane Forest foi a primeira paratleta a ser campeã na história, tanto nos Jogos Paralímpicos de Verão como nos Jogos Paralímpicos de Inverno, ao ganhar a prova do downhill para deficientes visuais. Ela fez parte do time canadense de golbol que foi campeão em Sydney 2000 e em Atenas 2004. Outra canadense, Lauren Woolstencroft, ganhou todas as cinco provas do esqui alpino de sua categoria (em pé). Cabe destacar a participação da alemã Verena Bentele, que também ganhou cinco medalhas de ouro (conquistadas no esqui cross-country e no biatlo).

### Sóchi 2014
O balneário russo de Sóchi usou a maioria dos locais de competição recém-construídos no Parque Olímpico de Sóchi e na Clareira Vermelha. Durante o período prévio aos Jogos, o IPC demonstrou preocupação em relação a sua realização, declarando publicamente que "não existia condições de acessibilidade na Rússia" (esta frase foi derivada da infame declaração dada por oficiais soviéticos ao abrir mão de sediar os Jogos Paralímpicos de Verão de 1980, quando na época alegaram "que não existiam atletas com deficiência no país").Traumatizados com a declaração feita 34 anos, os organizadores construíram os locais de competição seguindo fielmente as regras do IPC. Dois meses antes dos Jogos, uma inspeção geral foi realizada e alguns erros de acessibilidade foram corrigidos. Os organizadores, juntamente com a cúpula do IPC, esperavam que a realização deste evento no país fosse mudar ideia das autoridades russas em questão a acessibilidade, juntamente com a expectativa de que outras cidades russas seguissem este modelo. O então presidente do IPC Philip Craven declarou, em entrevista, que Sóchi era a primeira cidade completamente acessível da Rússia, comemorando o fato de "que o país realmente avançou em relação a 1980".
Mesmo com estes avanços e a nova percepção do para-desporto no país (além das relações quanto aos equipamentos urbanos e a acessibilidade), o período prévio aos Jogos de 2014 foi geopoliticamente tenso, uma vez que dia seguinte ao encerramento dos Jogos Olímpicos de Inverno aconteceu a Intervenção militar da Rússia na Ucrânia, forçando o boicote de autoridades dos Estados Unidos e da Grã-Bretanha.No caso,da opinião pública britânica ,a coisa ainda foi mais complicada, pois, em uma pesquisa feita pela BBC,a maioria da população britânica se demonstrou publicamente a favor de um boicote.Questionado sobre o aumento da tensão entre os dois lados, o IPC declarou que estava monitorando a situação,mas que ela "não iria atrapalhar de forma alguma os jogos", muito embora,horas antes da cerimônia de abertura, o chefe da delegação ucraniana chegou a declarar que se a tensão aumentasse entre os dois lados a sua delegação se retiraria dos Jogos. Ainda assim, os atletas ucranianos realizaram diversos protestos indiretos durante esta edição dos jogos.
O país-sede conseguiu terminar estes Jogos em primeiro lugar no quadro de medalhas, tanto nos ouros obtidos (que somaram 30) quanto no total de pódios conquistados (80), configurando o recorde histórico absoluto de medalhas de ouro (30) e no total (80) em uma edição de uma paralímpiada de inverno. A performance mais emblemática foi do esquiador russo Roman Petushkov que ganhou todos os eventos de sua categoria no esqui cross-country e no biatlo, totalizando 6 medalhas de ouro e se tornando o maior medalhista individual em uma edição na história destes Jogos. Porém, esta performance absurda alcançada em Sóchi, levantou diversas suspeitas por parte das autoridades desportivas internacionais, e também evidenciou o escândalo de doping institucional do governo do país, que levou a posterior suspensão do Comitê Paralímpico Russo (CPR) e a expulsão da Rússia dos Jogos Paralímpicos de Verão de 2016.
Mesmo com as suspeitas quanto a participação de sua delegação, as autoridades russas acreditavam que essa edição seria um ponto sem volta na relação de sua população quanto aos atletas com deficiência, registrando um interesse sem precedente na história do evento, o que resultou no esgotamento de todos os ingressos disponíveis. Ao todo, 45 Comitês Paralímpicos Nacionais enviaram 550 para-atletas a Sóchi (somando um país e 46 para-atletas a mais do que na edição anterior).Três países enviaram delegações pela primeira vez:a Turquia e Uzbequistão enviaram delegações pela primeira vez a uma Paralímpiada de Inverno. Eentretanto, a grande novidade era a participação de uma delegação brasileira, que inscreveu 2 atletas. Foram disputadas 72 finais em 5 esportes. O formato da competição do biatlo foi reformado e seis novos eventos foram adicionados, juntamente com o reconhecimento do snowboarding adaptado como uma disciplina do esqui alpino, somando mais duas novas provas ao programa.
Além dos russos, o Top 5 no quadro de medalhas foi o seguinte Alemanha em segundo lugar com 9 ouros conquistados (sendo 15 medalhas no total). O Canadá terminou os Jogos na terceira posição, com 7 ouros. O quarto lugar pertenceu a Ucrânia com 5 ouros (que foi a segunda colocada na somatória geral, junto de 9 pratas e 11 bronzes, totalizando 24 medalhas). O quinto posto ficou surpreendentemente com a França e seus cinco ouros conquistados (totalizando 12 medalhas no geral).
Dentre algumas performances individuais, cabe destacar a medalha de ouro da esquiadora britânica Kelly Gallagher, que foi a primeira campeã paralímpica de inverno do seu país ao ganhar a prova do super-G para cegas. O canadense Brian McKeever novamente fez história, ao se tornar tetracampeão paralímpico nas provas do esqui cross-country. A equipe do Canadá manteve o domínio histórico no curling em cadeira de rodas, ao ganhar o tricampeonato paralímpico deste esporte.

### PyeongChang 2018
O pequeno condado sul-coreano de PyeongChang usou a maioria da infraestrutura existente no Resort de Alpensia, juntamente com os ginásios recém-construídos na cidade costeira de Gangnung, para realizar estes Jogos. Mesmo com um legado afetivo e esportivo muito grande,graças aos Jogos Paralímpicos de Verão de 1988, o período prévio aos Jogos foi preocupante, pois o Comitê Organizador dos Jogos Olímpicos e Paralímpicos de 2018 em Pyeongchang (POCOG), começou a trabalhar com os Jogos Paralímpicos em fevereiro de 2015, quando faltavam 3 anos para os Jogos, após um intenso período de pressão do IPC. O atraso se refletiu na tardia divulgação do "Manual de Acessibilidade" desta edição no mês seguinte. A função deste manual era a de "orientar" a forma com a equipe que trabalharia nos Jogos iria agir em relação as pessoas com deficiência.
Durante quase um ano, tanto o Comitê Organizador, quanto o IPC puderam respirar aliviadamente, pois dali em diante, as ações de marketing e conscientização dos Jogos começaram.Uma das principais ideias era a realização de uma dia paralímpico em Seul. Um ano mais tarde o IPC anunciou a aplicação de uma nova advertência aos sul-coreanos. A justificativa para esta punição era a de que os organizadores haviam "jogado de escanteio" os Jogos Paralímpicos.
Alguns dias depois o chefe de inspeção do IPC, Xavier González, foi à cidade para uma visita técnica e constatou novamente que diversos problemas ainda continuavam. Em seu relatório final, González declarou: "Temos que ressaltar que existe a necessidade do aumento da divulgação e da conscientização da Paralímpiada". A nova advertência teve um motivo ainda mais alarmante, pois, naquela semana haviam sidos divulgados resultados de uma pesquisa com a população sul-coreana em que se constatou que a sociedade local não estava dando atenção suficiente ao evento, aos para-atletas e que ainda achava que os investimentos nos mesmos era desnecessário. Com a reinauguração do Resort de Alpensia em fevereiro de 2016, um centro de esportes paralímpicos foi montado dentro dele. Contudo, mais uma advertência pública veio a público em dezembro de 2016, quando o IPC percebeu que a situação não havia mudado. Novamente, Gonzalez se demonstrou extremamente preocupado sobre a situação quanto ao evento na Coreia do Sul, uma vez que o reconhecimento local ainda era extremamente baixo e se questionava se a situação poderia melhorar nos próximos 15 meses .
Mesmo com a intensificação dos trabalhos, o baixo interesse dos sul-coreanos ainda havia sido observado. Um "balde de água fria" caiu sobre os organizadores em julho de 2017, quando a mídia local divulgou que apenas um total de 0,2% dos ingressos havia sido vendido. Com a aproximação das datas dos jogos um tímido aumento de interesse cresceu no país. Com o frenesi do revezamento da tocha olímpica no país, somado ao expressivo resultado do pais nos Jogos Olímpicos de Inverno de 2018 e à imprevista participação da Coreia do Norte nos dois eventos, o interesse nos Jogos Paralímpicos cresceu intensivamente em apenas 4 meses. Para também chamar a atenção do público, o preço dos ingressos foi reduzido, com a função de aumentar as vendas e o público nos locais de competição.Celebridades sul-coreanas criaram a segunda edição da campanha "Encha as cadeiras" criada para os Jogos de Verão de 2016.Os padrinhos desta vez foram os atores de doramas Lee Dong Wook eJang Geun Suk se engajaram na promoção dos Jogos e realizaram ações promocionais como compras solidárias de ingressos e leilões.Motivados pela Onda Coreana, os organizadores anunciaram a realização de um festival de k-pop como parte do programa cultural dos Jogos e que para cada ingresso comprado para o festival, um ingresso era dado de graça ao seu portador. Um fato que ajudou também foi o anúncio da diva do k-pop Ailee, como madrinha dos Jogos e "headliner" da cerimônia de encerramento. A participação de Ailee também constou de diversas aparições durante o evento, tal como em eventos prévios aos Jogos.Alguns minutos depois do anúncio, os ingressos da cerimônia se esgotaram.
Mesmo com diversos anúncios e a participação de diversas celebridades,a tensão sob o Comitê Organizador pairou até o dia 4 de março de 2018, quando faltavam apenas 5 dias para a cerimônia de abertura.Durante uma conferência de imprensa, foi feito o anúncio de que a venda de ingressos desta edição havia batido todos os recordes anteriores dos Jogos Paralímpicos de Inverno (ultrapassando a venda total de ingressos registradas em Turim 2006 e Vancouver 2010). Assim,mesmo com as dificuldades iniciais, os Jogos de PyeongChang são considerados um marco de público para o IPC.
Aproximadamente, 626 representantes de mídia cobriram estes Jogos (registrando um aumento de 15% com relação a Sóchi 2014).Sede dos próximos Jogos Paralímpicos de Verão, o Japão teve o maior público acumulado (metade da sua população assistiu aos jogos pela NHK), sendo que na China e na França também registraram consideráveis aumentos de público em relação a 2014.Em um esforço inédito,a canadense CBC dedicou diversos slots a transmissão destes Jogos, totalizando quase 288 horas de cobertura. Outros países que se destacaram com o total de horas na cobertura deste evento foram a própria Coreia do Sul (totalizando 169 horas) e a Rússia (com 168 horas). No que tange a cobertura ao vivo, a NRK (da Noruega) e o Channel 4 (do Reino Unido) totalizaram 68 horas de transmissão, cada um. De acordo com os dados apresentados pela Nielsen Sports, publicados em nome do Comitê Paralímpico Internacional (IPC), os Jogos foram transmitidos em mais de 100 países e atraíram um público acumulado,durante seus 10 dias, de 2 bilhões e 20 milhões de pessoas (das quais 215 milhões assistiram ao evento exclusivamente por meio das plataformas digitais da entidade).

## Trapaças
É muito comum que alguns atletas mintam sobre a sua deficiência para obter uma vantagem competitiva e o também o uso de drogas que melhoram o desempenho. O esquiador alemão Thomas Oelsner foi o primeiro para-atleta a testar positivo em um exame antidoping em 2002, testando positivo para esteroides.Ele tinha ganhado duas medalhas de ouro, uma no esqui cross-country e outra no biatlo, tendo sido desclassificado em ambas as provas. Uma preocupação agora enfrentada pelos funcionários paraolímpicos é a técnica de aumentar a pressão arterial, conhecida como disreflexia autonômica. O aumento da pressão arterial pode melhorar o desempenho de um atleta em 15% e é mais eficaz nos esportes de resistência, como o esqui cross-country. Para aumentar a pressão arterial, os atletas deliberadamente causam traumas aos membros abaixo de uma lesão na coluna. Este trauma pode incluir quebrar ossos, amarrar as extremidades de forma muito forte e usar meias de compressão de alta pressão. A lesão é indolor para o atleta, mas afeta o corpo e a sua pressão arterial, assim como um sobrecarregamento da bexiga.
Em 2016, o Comitê Paralímpico Internacional (IPC) encontrou evidências de que um esquema de manipulação de resultados dos exames de doping foi executado por autoridades russas durante os Jogos Paralímpicos de Inverno de 2014, sediados em Sóchi. Faltando exatamente um mês para a cerimônia de abertura dos Jogos Paralímpicos de Verão de 2016, o Quadro Executivo do IPC votou por unanimidade pela exclusão do time russo do evento, alegando que o seu Comitê Paralímpico não conseguiu executar com sucesso o Código Antidopagem da entidade e que nem mesmo respeitou as regras impostas pela WADA. O então presidente do IPC, Sir Philip Craven, afirmou que o governo russo "falhou catastroficamente em proteger os seus para-atletas". Então presidente da Comissão de Atletas da entidade, o ex-jogador de hóquei canadense Todd Nicholson disse que a Rússia manipulou seus atletas como "peões" para "demostrar proezas globais".

## Categorias de deficiência
O Comitê Paraolímpico Internacional estabeleceu seis categorias de deficiência aplicáveis tanto para Jogos Paralímpicos de Verão como de Inverno. Atletas com uma dessas deficiências físicas são capazes de competir, embora nem todos os esportes permitem todas as categorias de deficiência.
- Amputado: atletas com uma perda parcial ou total de pelo menos um membro.
- Paralisia cerebral: atletas com danos cerebrais não-progressivos, como por exemplo paralisia cerebral, traumatismo cranioencefálico, acidente vascular cerebral ou deficiências semelhantes que afetem o controle muscular, equilíbrio ou coordenação.
- Deficiência intelectual: atletas com um prejuízo significativo no funcionamento intelectual e limitações associadas no comportamento adaptativo.
- Cadeira de rodas: atletas com lesões na medula espinhal e outras deficiências que os obrigam a competir em uma cadeira de rodas.
- Deficientes visuais: atletas com deficiência visual, que varia de visão parcial, suficiente para ser julgado como legalmente cego, até a cegueira total.
- Les Autres: atletas com deficiência física que não se enquadram estritamente sob um das outras cinco categorias, tais como nanismo, esclerose múltipla ou congênitas deformidades dos membros, como a causada por talidomida. O nome para esta categoria vem do francês e significa "os outros".

## Edições
| Ano                                   | Jogos | Cidade-sede          | País           |
| ------------------------------------- | ----- | -------------------- | -------------- |
| Jogos Paralímpicos de Inverno de 1976 | I     | Örnsköldsvik         | Suécia         |
| Jogos Paralímpicos de Inverno de 1980 | II    | Geilo                | Noruega        |
| Jogos Paralímpicos de Inverno de 1984 | III   | Innsbruck            | Áustria        |
| Jogos Paralímpicos de Inverno de 1988 | IV    | Innsbruck            | Áustria        |
| Jogos Paralímpicos de Inverno de 1992 | V     | Tignes – Albertville | França         |
| Jogos Paralímpicos de Inverno de 1994 | VI    | Lillehammer          | Noruega        |
| Jogos Paralímpicos de Inverno de 1998 | VII   | Nagano               | Japão          |
| Jogos Paralímpicos de Inverno de 2002 | VIII  | Salt Lake City       | Estados Unidos |
| Jogos Paralímpicos de Inverno de 2006 | IX    | Turim                | Itália         |
| Jogos Paralímpicos de Inverno de 2010 | X     | Vancouver            | Canadá         |
| Jogos Paralímpicos de Inverno de 2014 | XI    | Sóchi                | Rússia         |
| Jogos Paralímpicos de Inverno de 2018 | XII   | Pyeongchang          | Coreia do Sul  |
| Jogos Paralímpicos de Inverno de 2022 | XIII  | Pequim               | China          |
| Jogos Paralímpicos de Inverno de 2026 | XIV   | Milão-Cortina        | Itália         |

## Edições futuras

### Pequim 2022
Os Jogos Paralímpicos de Inverno de 2022 estão marcados para 4 a 13 de março de 2022 na capital da República Popular da China,Pequim. Diversos fatos inéditos irão marcar esta edição: Pequim será a primeira capital de país a sediar os Jogos Paralímpicos de Inverno, a primeira cidade na história a sediar os Jogos Paralímpicos de Verão e os Jogos Paralímpicos de Inverno, reutilizando praticamente todas as infraestruturas.Esta também será a primeira vez na história dos Jogos Paralímpicos (tanto de Verão quanto de Inverno) em que haverá a paridade de gênero tanto no número de eventos (82) (39 eventos para cada naipe, além de 4 eventos mistos), quanto no número de atletas.

### Milão-Cortina 2026
A edição de 2026 será realizada conjuntamente entre Milão e Cortina d'Ampezzo, sendo a terceira vez que os Jogos serão realizados na Itália. Esta candidatura ganhou à candidatura conjunta de Estocolmo e Åre, na Suécia, por 13 votos de diferença (47–34). A escolha foi realizada na 134.ª Sessão do COI durante a inauguração de sua nova sede em Lausanne, na Suíça, em 24 de junho de 2019.

## Quadro de medalhas
De acordo com os documentos do Comitê Paralímpico Internacional, a lista abaixo registra os dez primeiros ranqueados pelo número de medalhas de ouro, seguido pelas medalhas de prata e finalizando com as de bronze.
Este quadro está registrado até o encerramento dos Jogos Paralímpicos de Inverno de 2018, realizados no resort sul-coreano de PyeongChang.
     País sede destacado.
| Ordem | País               | Medalha de ouro | Medalha de prata | Medalha de bronze |     |
| ----- | ------------------ | --------------- | ---------------- | ----------------- | --- |
| 1     | GER Alemanha       | 137             | 121              | 106               | 364 |
| 2     | NOR Noruega        | 136             | 103              | 85                | 327 |
| 3     | USA Estados Unidos | 110             | 119              | 85                | 313 |
| 4     | AUT Áustria        | 104             | 115              | 113               | 332 |
| 5     | RUS Rússia         | 84              | 88               | 61                | 233 |
| 6     | FIN Finlândia      | 77              | 48               | 51                | 182 |
| 7     | FRA França         | 59              | 55               | 57                | 171 |
| 8     | SUI Suíça          | 53              | 55               | 48                | 156 |
| 9     | CAN Canadá         | 51              | 47               | 66                | 163 |
| 10    | UKR Ucrânia        | 27              | 41               | 44                | 112 |